# Хакимов, Карим Абдрауфович

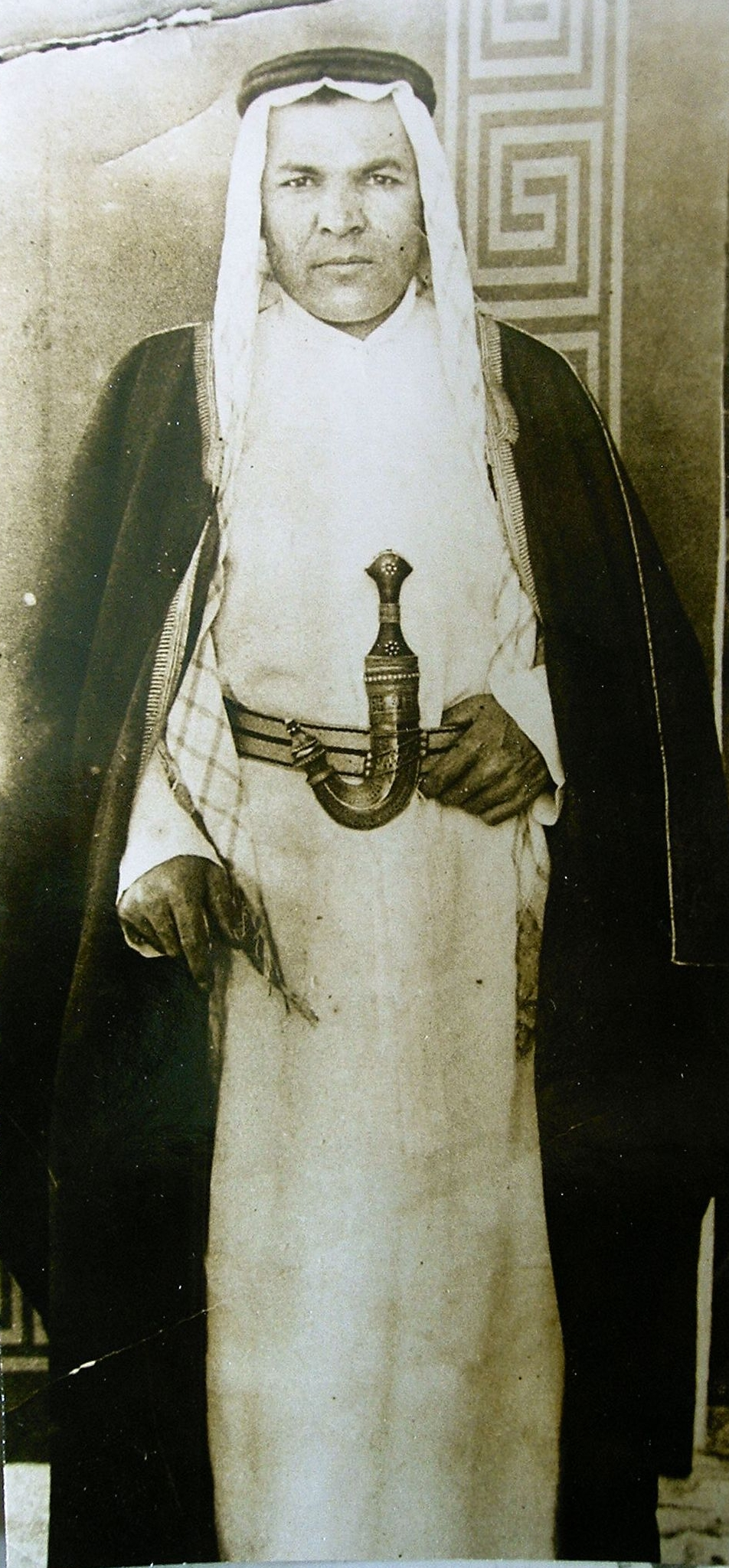
Карим Хакимов в арабском одеянии и с йеменским традиционным кинжалом джамбия

Габделькари́м Габдельрау́фович Габдельхаки́мов (тат. Габделкәрим Габделрәүф улы Габделхәкимов), также известный как Кари́м Абдрау́фович Хаки́мов (тат. Кәрим Габдрәүф улы Хәкимов) или «Красный паша́» (араб. كريم حكيموف‎; 28 ноября 1892 или 1890, д. Дюсяново Белебеевского уезда Уфимской губернии — 10 января 1938 года, Москва) — советский дипломат, первый полномочный представитель Советской России в арабских странах, внёсший значительный вклад в установление добрых отношений между молодой Советской Республикой и арабо-персидским миром.

## Биография

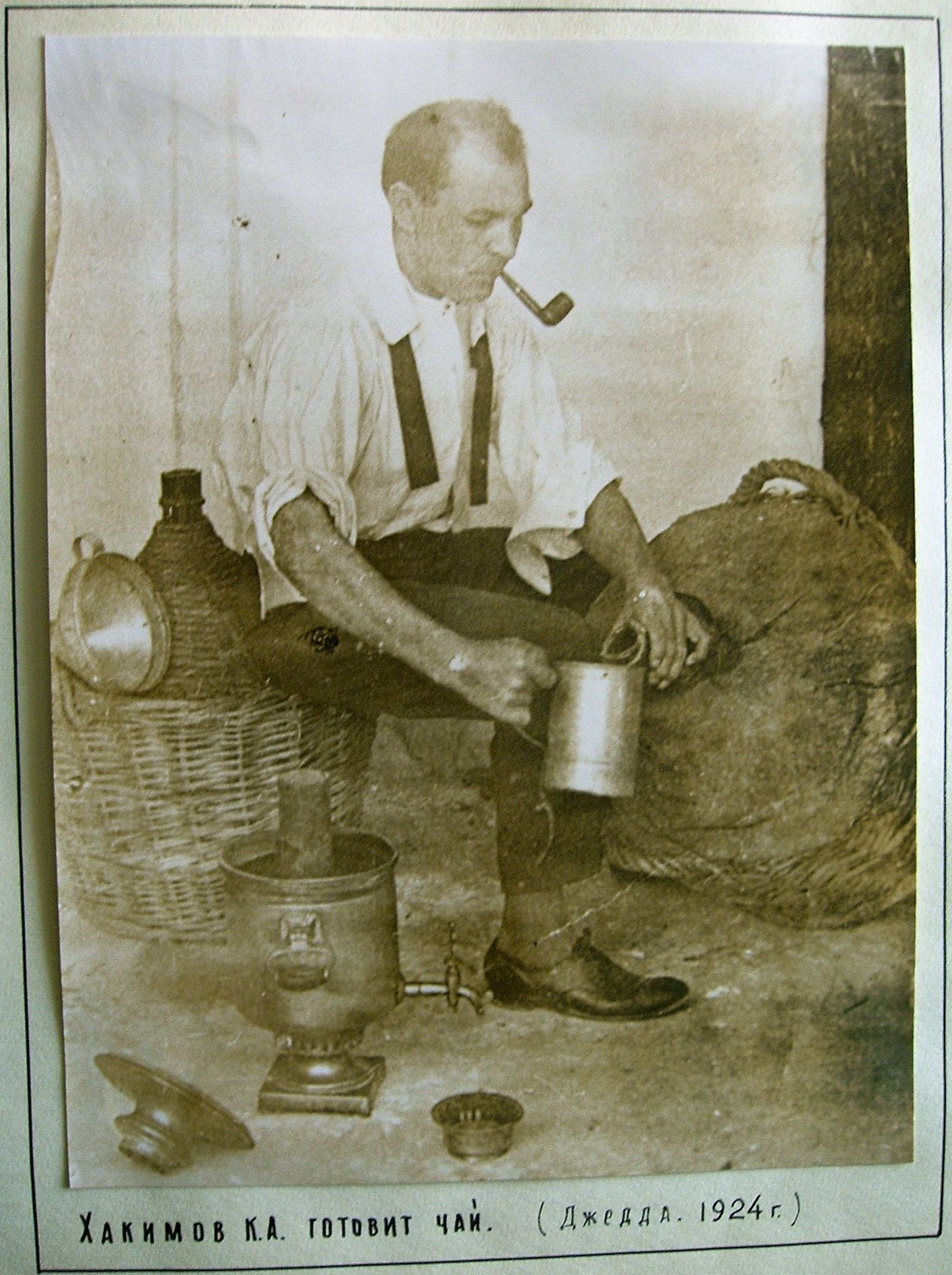
Карим Хакимов заваривает чай в Джидде, 1924

Согласно автобиографии, родился в 1892 году в крестьянской семье в деревне Дюсяново Илькульминской волости Белебеевского уезда Уфимской губернии (ныне — Бижбулякский район, Башкортостан). Однако, автор научной биографии Хакимова Р. Хайретдинов опубликовал сведения, полученные им в архивах, что родился Хакимов в 1890 году. По национальности татарин
В 1908 году обучался в медресе села Татарская Каргала (ныне расположенного на территории Сакмарского района Оренбургской области).
В 1910—1911 годах обучался в медресе «Галия» в городе Уфе. Но не закончив, уехал в Ташкент.
В юности работал на шахте в городе Канибадам, где свел дружбу со ссыльным Ковалевским, который познакомил его с марксизмом.

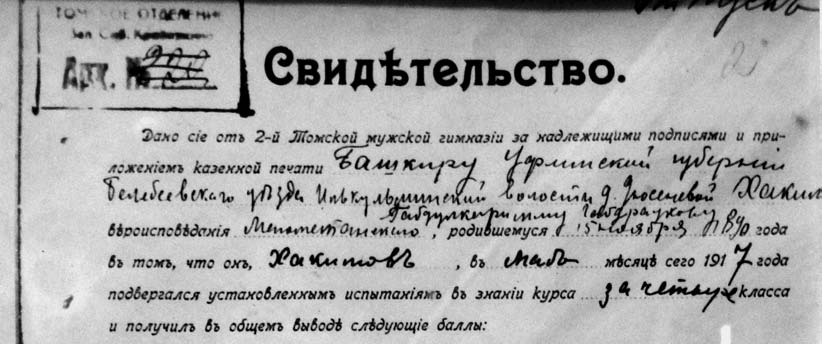
Свидетельство об окончании Томской гимназии

В 1917 году экстерном окончил гимназию в городе Томске.
Член РКП(б) с 1918 года.
В 1918—1919 годах — член Оренбургского мусульманского военно-революционного комитета, губернский комиссар народного просвещения, командир 2-го батальона интернационального полка на Актюбинском участке Оренбургского фронта, начальник политотдела 1-й Отдельной Приволжской татарской стрелковой бригады (1-я Татбригада).
В 1920 году по рекомендации В. В. Куйбышева приглашён в НКИД на дипломатическую работу.
В 1920—1921 годах — заместитель начальника политуправления Туркекстанского фронта, одновременно секретарь временного ЦК компартии Туркестана, полномочный представитель РСФСР в Бухарской народной республике, секретарь ЦК Бухарской коммунистической партии.
В октябре 1921 — июле 1924 года — генеральный консул РСФСР/СССР в городах Мешхеде, Реште (Персия).
В декабре 1922 года нарком иностранных дел Г. В. Чичерин во время Лозаннской конференции достиг предварительной договорённости с представителем короля Хиджаза Х. Лутфаллой об установлении дипотношений.
9 августа 1924 года К. Хакимов вручил верительные грамоты королю Хиджаза из династии Хашимитов и стал генеральным консулом и дипломатическим агентом СССР в королевстве.
В 1925 году совершил паломничество у́мра — так называемый «малый хадж» в Мекку, чем завоевал расположение арабской элиты.
16 февраля 1926 года СССР первым признал новое государство Саудитов.
В 1926—1928 годах — полномочный представитель СССР в Королевстве Хиджаз, Неджд и присоединённые области (с 1932 г. — Королевство Саудовская Аравия). Принимая непосредственное участие в становлении нового государства Саудитов, он стал личным другом главы-основателя правящей ныне династии Абдель Азиза ибн Сауда и завоевал доверие простых жителей Аравийского полуострова. В ходе установления дипломатических отношений СССР с арабскими странами К. А. Хакимов организовал поставки жизненно необходимых товаров и продуктов из СССР, а также оказание медицинской помощи населению.
Воспитанный в мусульманской семье и будучи в прошлом профессиональным революционером, красным командиром и организатором власти большевиков, К. А. Хакимов своим личным авторитетом и обаянием способствовал формированию положительного образа России в глазах арабов. В 1927 году организовал поставку в Джидду морским транспортом первых трёх партий товаров первой необходимости из Одессы — сахара, муки (местное население с тех пор называет муку высокого качества «москоби́» — «московской»), керосина.
С января 1929 по 1931 год — полномочный представитель СССР в Йеменском королевстве, одновременно — генеральный представитель «Ближневостокторга» и сотрудник Иностранного отдела ОГПУ СССР.
В 1932—1935 годах обучался в Институте красной профессуры, в Москве.
В 1932 году, когда отношения между Саудовской Аравией и СССР охладились, отчасти из-за отсутствия Хакимова, на должность полномочного представителя СССР в Королевстве Саудовская Аравия заступает советский дипломат казахского происхождения Н. Т. Тюрякулов. В мае 1932 года Хакимов вместе с Назиром Тюрякуловым принимал участие в организации и обеспечении проведения визита принца Фейсала ибн Абдул-Азиз Аль Сауда в Москву.
Хакимов вернулся в Джидду в 1935 году в попытке возродить отношения между двумя государствами. В 1935—1937 годах — полномочный представитель СССР в Королевстве Саудовская Аравия.
6 сентября 1937 года отозван в Москву.
27 октября 1937 года арестован по обвинению в «шпионаже и в участии в контрреволюционной организации». 10 января 1938 года расстрелян ().
Казнь «Красного паши́» произвела глубокое впечатление на членов правящей династии Королевства Саудовская Аравия — дипломатические отношения между этой страной и СССР были прерваны в 1938 году, после отзыва К. А. Хакимова, и не возобновлялись до падения коммунистического строя в Советском Союзе.

### Арест и казнь
Арестован 27 октября 1937 года. Обвинён в «шпионаже и в участии в контрреволюционной организации в системе НКИД». Имя Хакимова было включено в сталинский расстрельный список, датированный 3 января 1938 года (№ 145 в списке из 163 человек, под грифом «Москва-Центр»). Список по 1-й категории (ВМН) подписали Молотов, Каганович, Ворошилов и Жданов. 10 января 1938 года приговор был формально утверждён на заседании ВКВС СССР. В тот же день Хакимов был расстрелян в числе группы осужденных к ВМН ВКВС СССР. Место захоронения — полигон НКВД «Коммунарка».
28 января 1956 года реабилитирован посмертно ВКВС СССР.

### Разрыв дипломатических отношений между Саудовской Аравией и СССР
13 апреля 1938 года СССР упраздняет своё полпредство в Джидде из-за отказа короля ибн Сауда принять другого полпреда.
11 сентября 1938 года сотрудники дипмиссии СССР покинули Саудовскую Аравию.

### Происхождение и семья

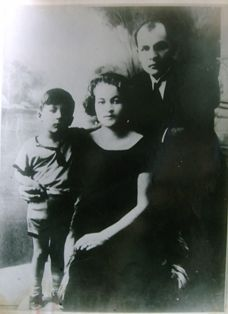
К. А. Хакимов, его супруга Хадича и сын Шамиль

По данным книги памяти жертв политического террора, Карим Абдрауфович по национальности татарин, из Белебеевского кантона, д. Дюсяново. Также можно найти дипломатическую анкету, где Карим Хакимов своей собственной рукой в графе «национальность» записывает себя татарином.
Родословная К. А. Хакимова была приведена А. З. Асфандияровым при перечислении жителей, относящихся к сословию башкир деревни Дюсянова на 1850 год.
В 1924 году от дизентерии при отсутствии медицинской помощи умер малолетний сын К. А. Хакимова — Шамиль. Согласно семейным преданиям Хакимовых, правитель Хиджаза, будущий король Саудовской Аравии выделил специального человека для того, чтобы присматривать за его могилой даже после отзыва полпреда К. А. Хакимова в СССР.

Супруга К. А. Хакимова Хадича была репрессирована как член семьи врага народа и отбыла 8 лет заключения в КАРЛАГе в лагере для членов семей репрессированных (АЛЖИР). Согласно справке из архива АЛЖИРа: 
«Хакимова Хадича Гайнутиновна, родилась в 1903 г., г. Уфа, татарка. Приговорена 02.03.1938 ОСО при НКВД СССР как ЧСИР к 8 годам ИТЛ. Прибыла в Акмолинское ЛО 04.05.1938 из Бутырской тюрьмы г. Москвы. Период нахождения в АЛЖИРе не указан. Освобождена из Карлага 10.11.1945.»
Дочь Флора закончила Казанскую консерваторию.
Семья Хакимова проживала в п. Юдино Одинцовского района Московской области из-за запрета селиться в больших городах.
Родной брат — Хакимов Халик Раупович (1895—1975) стал инженером-строителем и умер в Москве.
Родная сестра — Хакимова-Гадилова Магния Абдрауфовна (1900—1981), работала преподавателем сельхозинститута. Умерла в родном городе Уфа.

### Факты
В 1929 году К. А. Хакимов в качестве полпреда СССР в Йеменском королевстве принимал участие в организации киноэкспедиции, руководителем которой был основатель и первый ведущий (1960—1973) легендарной телепередачи «Клуб путешественников» В. А. Шнейдеров. По результатам работы экспедиции в 1930-е годы был выпущен цикл документальных фильмов о Йемене.
В ходе своей дипломатической миссии К. А. Хакимов установил дружеские отношения с основателем царствующей династии Саудидов Абдель Азиз ибн Саудом и пользовался его благорасположением. Среди арабской элиты и простого народа был известен как «Красный паша́».

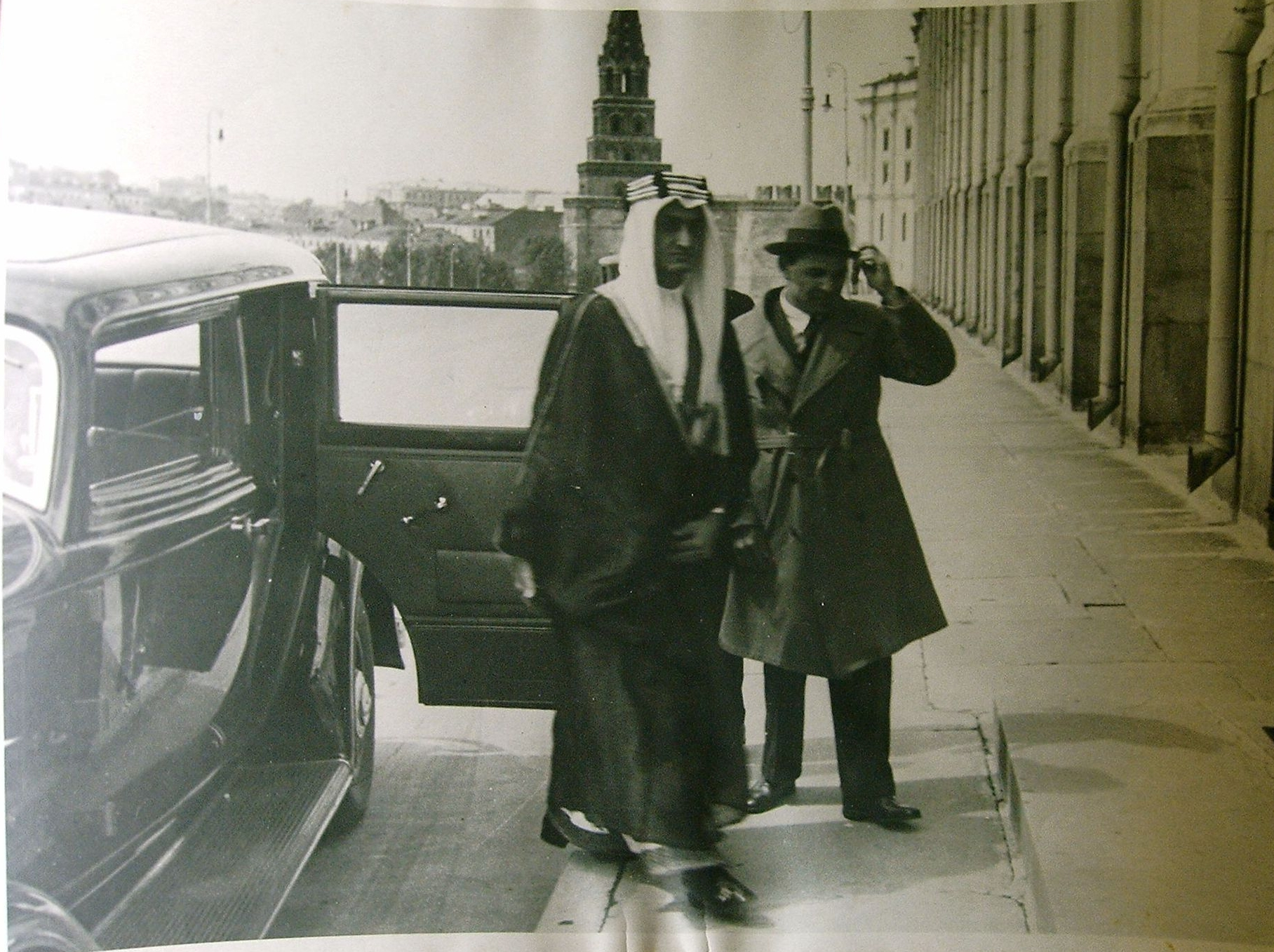
К. А. Хакимов сопровождает будущего короля Аравии Фейсала ибн Абдель Азиза ас-Сауда. Москва, 1932

В 1932 году, находясь на обучении в Институте красной профессуры, сопровождал во время его поездки в Москву принца Фейсала, будущего короля Саудовской Аравии (1964—1975), с именем которого связано процветание его страны.
Осенью 1937 года, после того, как К. А. Хакимов получил депешу НКИД СССР с требованием о немедленном возвращении, Абдель Азиз ибн Сауд, предполагая, что Красный паша́ будет подвергнут сталинским репрессиям, предложил ему политическое убежище. Но К. Хакимов принял решение вернуться на Родину.
Когда в Каире в 1943 году открылось посольство СССР, король Абдульазиз направил своего советника Абдуллу выяснить судьбу Красного паши и Назира Тюрякулова. «Советник Абдулла» более известен как принявший ислам британский «чиновник-востоковед» Джон Филби, отец знаменитого советского разведчика Гарольда Адриана Рассела «Кима» Филби.
После расстрела Назира Тюрякулова и принудительного отзыва Карима Хакимова из Саудовской Аравии Абдель Азиз ибн Сауд отказался принимать любого другого Полномочного представителя СССР, в 1938 году Саудовская Аравия прекратила дипломатические отношения с СССР, которые были восстановлены только 17 января 1990 года.
После отзыва Карима Хакимова и прекращения дипломатических отношений с СССР Саудиты обратили свои взоры на Великобританию, а их страна попала под культурное, экономическое и политическое влияние стран Запада.

### Отзывы коллег и современников
Из рекомендации члена ЦК ВКП(б) В. Куйбышева при направлении К. Хакимова на дипломатическую работу:
«Тов. Хакимова знаю по 19-20 гг. в Туркестане. Из работников мусульман он был наиболее коммунистически выдержан и чужд националистических уклонов. Работал сначала в политотделе фронта, потом был секретарём ЦК КПТ, затем моим заместителем в Бухаре, как полномочный представитель РСФСР. Считаю т. Хакимова добросовестным членом партии. По происхождению он пролетарий. В.Куйбышев».
В своём письме Хакимову от 19 июля 1925 года наркоминдел СССР Г. В. Чичерин так оценил поездку полпреда в Мекку для знакомства с ибн Саудом:
«Столь удачно организованная и проведённая Вами поездка в Мекку, — писал Чичерин, — значительно обогатила нашу информацию о действительном положении Ибн Сауда и его намерениях…»
Из письма короля Хиджаза, Неджда и присоединённых областей Абдель Азиза ибн Сауда председателю Президиума ЦИК СССР М. И. Калинину от 26 дня шестого месяца 1347 года хиджры:
Мы пользуемся этим случаем для того, чтобы выразить нашу радость в связи с теми стараниями, которые прилагались его превосходительством агентом к укреплению добрых отношений и дружбы между двумя странами. Эти старания оставили прекрасное впечатление.
В 1990 году посол СССР в Йеменской Арабской Республике В. В. Попов, характеризуя работу К. А. Хакимова в Аравии, писал:
«То, что сделал этот человек как дипломат, как представитель нашей страны, трудно переоценить. Именно в результате в значительной степени его личного вклада был заложен фундамент отношений молодого советского государства с арабским миром… Благодаря глубокому знанию истории, традиций, обычаев арабов, необычайному такту, умению расположить к себе людей, Хакимов пользовался у йеменцев и саудовцев огромным уважением… Арабским он владел превосходно, даже арабы поражались его умению столь глубоко, витиевато и чисто „по-арабски“ излагать мысли. Читать написанные его рукой документы — одно наслаждение: так грамотно, так профессионально они написаны и такой сочный, выразительный язык. Он был вхож во дворцы, и его с радостью встречали бедняки в своих лачугах, его дом всегда был полон гостей — приходили и купцы, и приближённые королевской семьи, и простой люд»

### Память

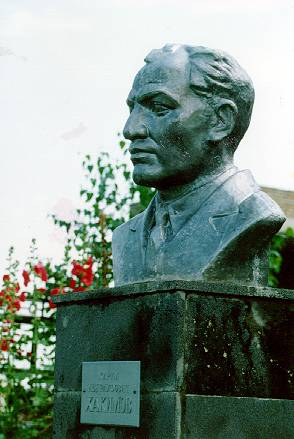
Бюст К. А. Хакимова, с. Дюсяново

В 1960 году выпущена первая книга на русском языке с биографией Карима Хакимова. Под редакцией Башкирского книжного издательства. Авторы: Л. З. Гадилов, Ф. Х. Гумеров. Впоследствии были выпущены ещё 3 книги на русском и башкирском языках (1966 год, 1977 год, 1982 год) о жизненном пути К. Хакимова.
В 1979 году открыт мемориальный музей К. А. Хакимова в его родном селе Дюсяново Бижбулякского района БАССР. В основу легли материалы, собранные журналистом Л. З. Гадиловым, его зятем и близким другом.
В 1982 году в Башкирском государственном академическом театре драмы им. М.Гафури состоялась премьера спектакля «Красный паша́», поставленного по пьесе драматурга Нажи́ба (Николая Васильевича) Асанбаева. Роль К. А. Хакимова в нём исполнил Заслуженный артист РФ, Народный артист Республики Башкортостан Ахтям Абушахма́нов. Спектакль имел большой успех и общественный резонанс в БАССР и за её пределами, но в 1990-е годы его показ был прекращён. Есть телеверсия спектакля, сама пьеса издана отдельной книгой в 1987 году.
В городах Уфе, Оренбурге, Ташкенте, Бухаре есть улицы, названные его именем.
В 2002 году Телевизионная студия «Уфимский Тракт» сняла документальный фильм «Полпред» про Карима Хакимова, который несколько раз транслировался по башкирскиму телевидению.
В 2011 году на телеканале «Башкирское спутниковое телевидение» вышел документальный фильм «Хакимов Аравийский» историка и публициста Салавата Хамидуллина.

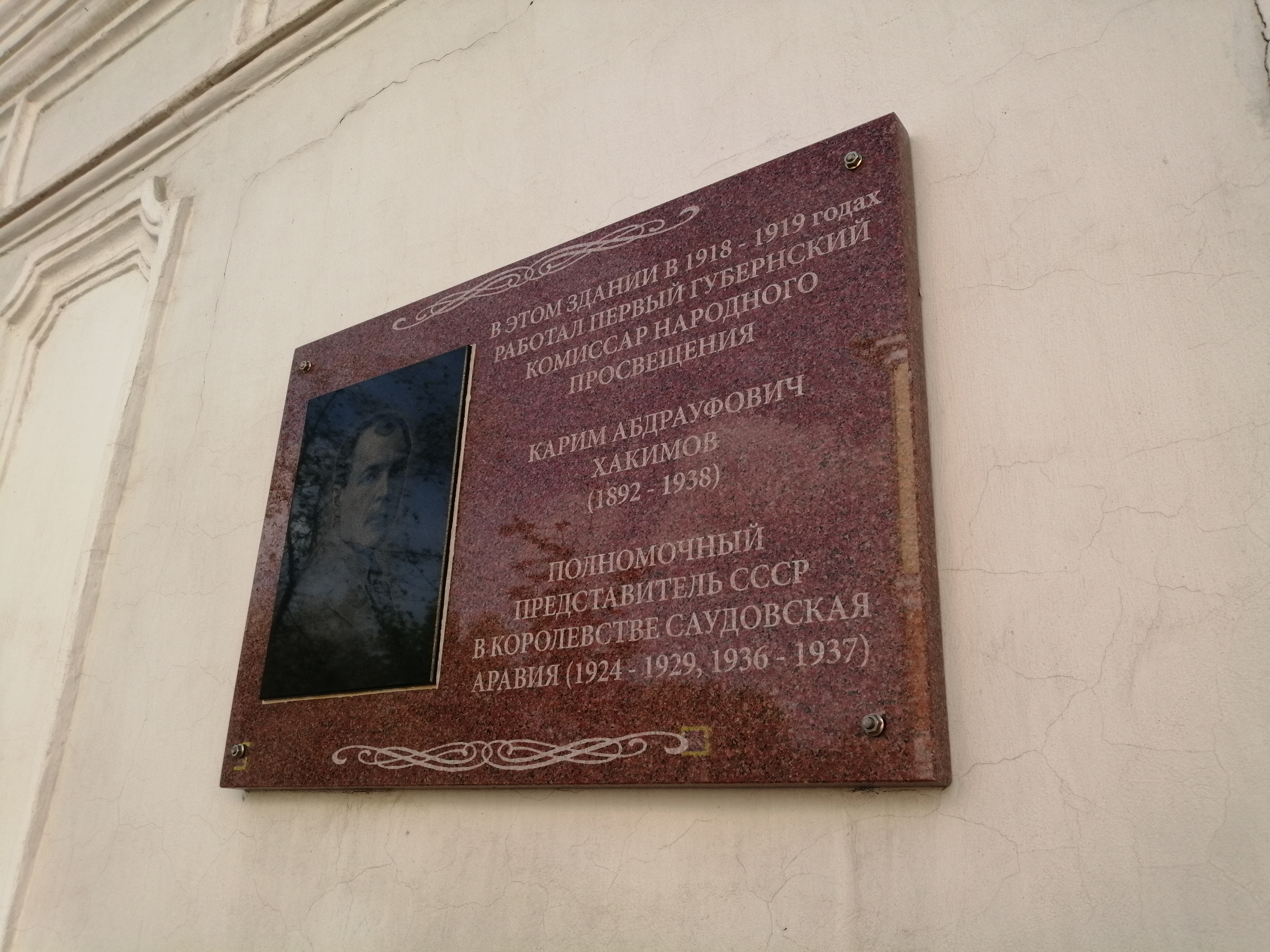
Мемориальная доска, г. Оренбург

C 2011 года в Башкортостане по распоряжению Президента Башкортостана Рустэма Хамитова проводятся регулярные Хакимовские чтения.
Согласно указу Президента Республики Башкортостан, в 2015 году в республике были организованы торжества, посвящённые юбилею Карима Хакимова: в честь 125 лет со дня рождения дипломата.
В ноябре 2019 года в Уфе открыли мемориальную доску в честь Карима Хакимова.
В июне 2020 года вышла книга «Карим Хакимов: летопись жизни (о судьбах ислама и коммунизма в России)». Автор — посол по особым поручениям МИД РФ Олег Озеров.

## Собственные сочинения
Хакимов К. А. Счастливая Аравия глазами советского полпреда Государственный архив Оренбургской области. Ф.2484. ОП.1.Д.77.